# Preservació digital de documents autèntics
La Preservació digital de documents autèntics és aquell conjunt d'accions destinades a mantenir l'accessibilitat dels objectes digitals autèntics a llarg termini.

## Definició
Aquesta és la definició de la UNESCO amb la Carta per a la Preservació del Patrimoni Digital. Però nosaltres parlarem sobre la preservació digital de documents autèntics. La Preservació digital de documents autèntics designa els processos que es recorre a fi de conservar informació i qualsevol altre tipus de patrimoni existen en forma digital. No es pot dir que s'han preservat objectes digitals si s'ha perdut l'accés a ells, s'han deteriorat o han sofert alteració. Per a L. Durantí el terme es completa amb un adjectiu, si prenem electrònics com a sinònim de digital, com: Conservació arxius electrònics autèntics. I és que aquest últim qualificatiu no és futil. Per a tenir accés al patrimoni digital s'instauren els anomenats Programes de Preservació, definits com «un conjunt coherent de disposicions preses per a preservar materials digitals que abasten aspectes des de la responsabilitat de la preservació, la política i l'estratègia de la conservació, fins a la seva aplicació». Per al projecte InterPARES totes les accions destinades a gestionar documents d'arxiu a llarg termini estan vinculades, són interdependents, per a mantenir la seva integritat i la seva conservació. Aquestes directrius s'organitzen d'acord amb una seqüència, el que denominen Cadena de preservació.

## Història
Els problemes tecnològics van ser els primers identificats a mitjans dels 90. Al març de 1995 apareix publicat en la revista Scientifica American (Investigació i Ciència) un article de Jeff Rothenberg sota el títol: Són perdurables els documents digitals?
El 14 de novembre de 1991 el Consell de Ministres de la Comunitat Europea i els Ministres de Cultura dels estats membres adopten una resolució per a crear un grup d'experts per a avaluar el paper dels arxius, tant administratius com en el seu vessant històric. Un any després, novembre de 1992 es presenta un informe amb la proposta de crear un fòrum sobre la documentació en suport electrònic, el DLM Forum. El primer DLM Forum es va celebrar el 18 al 20 de desembre de 1996, a Brussel·les, organitzat conjuntament pels membres dels estats de la Unió Europea i per la Secretària General i la Direcció general XII de la Comissió Europea. Es va centrar a aconseguir directrius per a millors pràctiques, dades de lectura automàtica i documentació electrònica. Es va abordar, per primera vegada, la necessitat d'establir una especificació exhaustiva sobre els requisits de la gestió de documents electrònics d'arxiu. La DG Empresa de la Comissió Europea va encarregar el desenvolupament d'aquest model d'especificació com a part del programa d'intercanvi de dades entre administracions (IDA) El petit equip d'experts de l'empresa Cornwell Affiliates plc., va comptar amb la col·laboració de científics especialitzats de diversos països, formalitzant l'especificació MoReq. Al Forum DLM de Brussel·les en 1999, es va instar a les indústries de les TIC a cooperar amb les Administracions públiques. Se'ls va demanar que aportessin solucions pràctiques i eficaces per a la gestió de continguts i documents electrònics i per a preservar la informació electrònica. A Sevilla 2000, el títol va ser: «Els arxius del nou mil·lenni en la societat de la informació». Al Congrés de Barcelona els objectius proposats van ser: 1) el document electrònic en si, com original; i 2) el document electrònic com exemplar que substitueix a l'original. En el recent DLM-Forum/ de Toulouse (12-14 desembre 2008) un dels punts de debat era l'experiència de la implantació de MoReq2.

## Problemàtica
La ràpida obsolescència de la tecnologia, ja detectada des de la dècada dels 90, obliga a continus canvis en els programes i en els equips informàtics que acaben provocant la pèrdua dels mitjans d'accés al patrimoni digital. Les actuals tècniques de preservació: còpies de seguretat, actualització, metadates (tant d'informació del contingut com de la informació descriptiva per a la conservació), preservació de l'entorn tecnològic, migració, utilització d'estàndards, emulació; transfereixen o renoven la informació, però són necessaris repetir contínuament, i inevitablement arribarà un moment que s'interromprà aquest procés. Cadascun d'aquests mètodes de conservació té els seus partidaris i els seus detractors, per això, algunes institucions o administracions combinen diverses tècniques de forma simultània. En les últimes jornades de INNOVADOC 2008, celebrades a Barcelona, es conclou amb la necessitat de crear i difondre una normativa pràctica i aplicable per a la gestió de preservació, accés i seguretat, la utilització del llenguatge XML i del format ISO 19005-1PDF/A. No obstant això, perquè la preservació sigui el més efectiva possible, ha de ser abordada des de la creació del document i no quan es transfereix a l'arxiu. Cada fase del cicle de vida dels documents implica una estratègia de preservació determinada. El problema de la preservació digital és d'enorme complexitat, perquè per sota dels problemes tècnics que es poden anar resolent, es descobreixen capes més difícils de rosegar, com per exemple aspectes administratius, econòmics i legals. En sentit filosòfic, la preservació digital a llarg termini de documents autèntics no es pot resoldre, ni tan solament plantejar, sinó s'enfoca des d'una perspectiva universal basada en la col·laboració internacional i interdisciplinària, ja que la fragilitat i l'extrema limitació de la vida funcional dels recursos digitals o electrònics afecta no solament als arxius (Arxius històrics – Archives o administratius – Records), sinó a totes aquelles institucions culturals encarregades de la memòria cultural, biblioteques, museus, etc.

## Programes d'estudi
Alguns dels actuals projectes que analitzen la complexa problemàtica són:Camileon 
Camileon, Creative Archiving at Michigan & Leeds: Emulating the Old on the New, investiga l'emulació com una estratègia de conservació que manté el contingut intel·lectual, l'estructura i l'aparença d'objectes digitals complexos dependents del programari. Té en consideració les preferències de l'usuari per diferents versions d'emuladors.
PRISM [(http://www.library.cornell.edu/preservation/prism.html)], Projecte de la Cornell University, enfocat sobre el reforç de la política per a assegurar la integritat de la informació en les àrees de conservació, fiabilitat, interoperabilidad, seguretat i metadatos.
SDSC, Projectes Collection – Bassed Persistent Archives and Archivists' workbench del San Diego Supercomputer Center. Aquest projecte està compromès a derivar models d'informació XML a partir de col·leccions d'objectes de dades dependents del programari, i a desenvolupar eines que puguin utilitzar-se per a assegurar la conservació i l'accés a aquests objectes al llarg del temps. L'aproximació Persistent Archives es construïx entorn del model de referència Open Archival Information System (OASI).
CEDARS (), CURL Exemplars in Digital Archives, pretén orientar sobre qüestions estratègiques, metodologícas i pràctiques, i proporciona una guia de bones pràctiques de conservació digital. És una col·laboració entre biblioteques, arxius, editors, autors i institucions del Regne Unit sobre l'avaluació de les diferents estratègies de conservació.
MoREQ [(http://www.mcu.es/arxius/docs/moreq.pd.f%5BEnllaç+no+actiu%5D)] L'abreviatura MoReq procedeix de Model Requirements for the Management of Electronic Records (model de requisits per a la gestió d'arxius electrònics. Es tracta d'una especificació formal de requisits per a sistemes de gestió d'arxius electrònics (*ERMS), que establix requisits funcionals i no funcionals. L'especificació està concebuda per a ser aplicable per igual a organitzacions dels sectors públics i privats. Es va formular per primera vegada en el Fòrum DLM de 1996. La nova versió de MoREQ2 va ser presentada en el DLM-Forum 2007 i en l'últim congrés (Toulouse, dic. 2008) s'analitza i promou la seva utilització.
InterPARES, The Internacional Research on Permanent Authentic Records in Electronic Systems. És un projecte d'àmbit internacional per a la investigació sobre documents autèntics permanents en sistemes electrònics, portat a terme per la School of Library, Archival and Information Studies de la Universitat of British Columbia. El projecte ho formen grups de treball: Autenticitat, Avaluació, Conservació, Glossari, Estratègies; i de diferents nacionalitats: Equip d'investigació Canadenca, Àfrica, Brasil, Corea, Malàsia, Mèxic, Holanda, Bèlgica, Noruega, Singapur,Turquia, Regne Unit i Irlanda. Des del passat mes d'abril del 2008 l'Associació d'Arxivers de Catalunya participa en aquest projecte amb la creació d'un grup de treball denominat TEAM Catalonia. Fins ara s'ha desenvolupat dues parts d'aquest projecte i en l'actualitat es troba en procés la realització de la tercera fase, InterPARES 3. Durant la segona fase, 2002/2006, es va estudiar l'autenticitat dels documents electrònics, els usos, la fiabilitat i l'exactitud durant tot el cicle de vida, des de la seva creació fins a la seva conservació permanent. Però les conclusions a les quals arriba l'equip de L. Duranti (InterPARES) és que no s'ha assolit encara crear cap tipologia comprenhensiva dels requisits d'autenticitat dels documents electrònics, encara que algunes perspectives han pogut ser identificades per a construir tipologies. Segons l'autora, sembla probable que una tipologia basada en els creadors individuals, i els actes, procediments i funcions que es porten a terme, seria l'única aproximació més eficaç, però àdhuc no es disposen de dades suficients per a donar suport aquesta hipòtesi. El que sembla clar és que la conscienciació i col·laboració dels diferents actors que intervenen en la producció, gestió, emmagatzematge dels continguts es converteix en imperatiu per a disposar de garanties a llarg termini.

## Legislació i normativa
Des de l'adhesió a la Unió Europea, la normativa comunitària ha estat el referent obligat de la nostra legislació, d'aquesta manera, les directrius comunitàries 2004/18/CE i 2004/17/CE han significat un impuls decidit a la utilització de mitjans electrònics en l'administració pública, que s'ha concretat en la Llei 11/2007 
En l'àmbit de la normativa de la gestió d'arxius està l'ISO 15489, llançada a l'octubre de 2001 pel comitè tècnic «Informació i Documentació», a més de la ja esmentada MoReq i la seva última versió, MoReq2. Les funcions del programa de preservació estan reflectides en l'estàndard ISO Open Archival Information System (OAIS), al mateix temps està el model de la cadena de preservació InterPARES 2. També disposen de una Llista de Verificació per a la Certificació de Repositoris Digitals (Audit Checklist or Certifying Digital Repositories, desenvolupada pel Grup de Treball NARA/RLG.